# 沈梦雨 (足球运动员)
沈梦雨（2001年8月19日—），上海杨浦人，中国女子职业足球运动员，司职中场，目前效力于英格兰女子足球超级联赛倫敦城雌獅。

## 生涯
受父亲影响，喜欢上足球。在小学报名时，其父为其报了一所有足球班的学校。2015年代表上海青年队参加第一届青运会并获得冠军。在2016年与2017年，入选中国U16女足任队长并连续获得潍坊杯冠军。2017年，获得全运会U18女足冠军，之后入选中国U16女足征战亚足联U-16女子锦标赛，并担任队长。2018年，入选中国U20女足，随队征战国际足联U-20女子世界杯。2018年8月6日，中国U20女足2-1战胜海地U20女足的比赛中，在第46分钟接金坤右路传中建功。2019年，因为迟到和涂口红，被开除出中国U19女足，并在国内比赛被禁赛半年，国家队除名一年。2020年，升入上海女足一线队，随队征战女超联赛。同年9月5日，在女超联赛第5轮，上海农商银行3-0战胜江苏苏宁的比赛中，替补出场的沈梦雨于58分钟推射得手，标志着自己回归赛场。2020年10月，沈梦雨入选中国女足11月3日至12月3日在香河国家足球训练基地组织的集训名单。2021年6月，入选中国女足备战东京奥运会的集训名单，但最终未能参赛。
2021年7月21日，上海足协召开新闻发布会，宣布沈梦雨加盟苏女超的凯尔特人足球俱乐部。 2021年8月10日，在与2-3负于利物浦的友谊赛中，沈梦雨取得在凯尔特人的首秀。2021年8月15日，在苏格兰女足联赛杯小组赛凯尔特人2-0战胜哈茨的比赛中首发出场，完成在凯尔特人的正式比赛首秀。2021年8月25日，在与1-6负于热刺的友谊赛中，沈梦雨取得在凯尔特人的第一个助攻。2021年9月5日，苏女超第1轮，在凯尔特人4-2战胜阿伯丁的比赛中，在第84分钟替补登场，完成在凯尔特人的联赛首秀。2021年9月12日，苏女超第2轮，沈梦雨在半场过后替补登场，连送两记助攻，帮助球队2-2战平格拉斯哥城，从而完成在正式比赛中的首个助攻。2021年9月23日，获得亚足联周最佳留洋球员荣誉。2021年10月3日，苏女超第5轮，在第87分钟攻入留洋生涯首球，帮助球队6-0大胜帕尔蒂克。2021年12月5日，苏超女足联赛杯决赛上，在第80分钟替补登场，最终凯尔特人1-0力克格拉斯哥城，夺得苏超女足联赛杯冠军，而这也是沈梦雨的留洋首冠。2021年12月8日，入选中国女足备战亚洲杯的集训名单。2022年5月29日，沈梦雨在凯尔特人女足经过加时赛3:2击败格拉斯哥城女足的2021-2022年苏格兰女足杯决赛中进球，并随队夺得2021-2022年苏格兰女足杯冠军。
2024年8月2日，沈梦雨转会至英格兰女子冠军联赛倫敦城雌獅，合约为期3年，身披7号球衣。2025年5月4日当年赛季结束时，倫敦城雌獅获得英女冠联赛冠军，升入英格兰女子足球超级联赛。
2025年6月17日，沈梦雨再次被征召进国家队，参加当年7月在韩国举行的东亚锦标赛。

## 荣誉

### 国家队
中国U16
- 2016年潍坊杯冠军
- 2017年潍坊杯冠军

上海U18
- 2017年全运会冠军

### 俱乐部
凯尔特人
- 苏格兰女子足球超级联赛杯冠军 : 2021–22
- 苏格兰女足杯冠军 : 2021–22, 2022–23

### 个人
- 2017年潍坊杯MVP